# がんばれペナントレース!
『がんばれペナントレース!』 は、1989年2月28日に日本のコナミから発売されたファミリーコンピュータ用野球ゲーム。
日本プロ野球を題材にしており、12球団あるチームから1つを選びペナント優勝を目指す内容となっている。12球団は発売当時のセントラル・リーグおよびパシフィック・リーグに存在した球団を模したものになっており、また同社のファミリーコンピュータ用ソフト『がんばれゴエモン!からくり道中』（1986年）のキャラクターが登場する球団も存在する。
開発はコナミが行い、プログラムはファミリーコンピュータ用ソフト『メタルギア』（1987年）を手掛けた上野雅弘と『魍魎戦記MADARA』（1990年）を手掛けた山村としきが担当、音楽は『コナミワイワイワールド』（1988年）を手掛けた藤尾敦が担当している。

## 概要
従来コナミの野球ゲームの特徴であったエディットで思い通りに作っていったチームのシステムをトレードに置き換え、それに見合う条件でないとトレードが成立しないといったリスクを課すようになった。
プレイヤーはチームのオーナーとして与えられる運営資金（試合に勝てば増え、負けると減る）の範囲で、各選手の年俸を上乗せ選手を成長させたり、事前に決められたトレード要員（野手2名、投手2名）を他チームのトレード要員やゲームオリジナルの外国人選手と交換することでチームを強化できた。演出面では音声合成のほか、前年発売の『究極ハリキリスタジアム』などにも採用された、死球を受けた打者と投手の乱闘に格闘ゲーム的要素（体力メーターの表示）を加え、負けた選手を排除できるといった機能もある。
なお、続編は発表されずパソコンゲームとして、同年にMSX2用ソフト『激突ペナントレース2』を、1年おいてX68000用ゲームソフト『生中継68』（1991年）を発売したが、家庭用ゲーム機では、これらコナミのこれまでの野球ゲームからフルモデルチェンジした『実況パワフルプロ野球'94』（1994年）まで約5年待つことになる。さらに、架空球団・選手を収録している野球ゲームである『パワプロクンポケットR』（2021年）まで約32年待つことになった。

## ゲーム内容

### 特徴
- 隠しチーム（オリジナルチーム）
- OBチームが追加されたオールスターモード（自分で選手を選抜できる）
- 代打のほかに代走が出せる、守備シフト変更ができる
- 4段階で走者リードができる。
- 球場セレクトの他デーゲーム、ナイトゲームが選べる。
- 死球を太った選手に当てると豚に変身し、子供に当てると泣き出す。

### 登場球場
- イースタンドーム-（東京ドーム）

先攻攻撃時は中畑清のテーマ風、後攻攻撃時は吉村禎章のテーマ風、先攻チャンス時は石井雅博のテーマ風、後攻チャンス時はウォーレン・クロマティのテーマ風のBGMが流れる。
- ウエスタンスタジアム-(阪神甲子園球場ラッキーゾーン付き)

先攻攻撃時は阪神のヒッティングマーチ風、後攻攻撃時は平田勝男のテーマ風、先攻チャンス時はランディ・バースのテーマ風、後攻チャンス時は真弓明信のテーマ風のBGMが流れる。
- アメリカンスタジアム-(左右非対称のメジャーリーグ仕様の球場)

先攻攻撃時は安部理のテーマ風(1作目)、後攻攻撃時は清原和博のテーマ風、先攻チャンス時は吉竹春樹のテーマ風、後攻チャンス時は立花義家のテーマ風のBGMが流れる。

## 登場チーム
右はモデルのチーム名（当時）

### セントリーグ（セントラル・リーグ）
- ドーナッツ-（中日ドラゴンズ）
- ジャイラス-（読売ジャイアンツ）
- キャプス-(広島東洋カープ)
- スイマーズ-(ヤクルトスワローズ)
- ウォールズ-(横浜大洋ホエールズ)
- ターゲッツ-(阪神タイガース)

### ペニーリーグ（パシフィック・リーグ）
- ライターズ-(西武ライオンズ)
- バブルス-(近鉄バファローズ)
- ハープス-(南海ホークス)
- フラワーズ-(日本ハムファイターズ)
- ブレインズ-(阪急ブレーブス)
- オリバーズ-(ロッテオリオンズ)

### その他
- コナミクロコ隊-オリジナルチーム（リーグ戦やトレードには登場しない）。
- コナミゴエモン隊-オリジナルチーム（リーグ戦やトレードには登場しない。全員ゴエモンの格好をしており、キセルがバットになっている）。
- オールドスターズ-プロ野球OBチーム（オールスター戦専用）。
- AAL CENT-CPU専用セントリーグ選抜（オールスター戦専用）。
- AAP PENNY-CPU専用ペニーリーグ選抜（オールスター戦専用）。

※他外国人の枠がありトレード専用選手として架空の助っ人外国人選手（OB外国人又は、当時のメジャーリーガー)が数十人用意されている）。

## スタッフ
- プログラム：ふらのじゅん うえの（上野雅弘）、HITMAN やまむら（山村としき）
- デザイン：れとろ おぎくぼ（荻窪一仁）、しんでれら みやうち
- サウンド：すけのみや ふじお（藤尾敦）
- サンクス：こなみ ごえもんたい、こなみ くろこたい

## 評価
ゲーム誌『ファミコン通信』の「クロスレビュー」では24点（満40点）、『ファミリーコンピュータMagazine』の読者投票による「ゲーム通信簿」での評価は以下の通りとなっており、20.00点（満30点）となっている。また、同雑誌1991年5月10日号特別付録の「ファミコンロムカセット オールカタログ」では、本作に斬新なアイデアが多く収録されている事を指摘した上で、その中でも自身がオーナーとなって球団運営する部分が最も斬新であると称賛した。
| 項目 | キャラクタ | 音楽 | 操作性 | 熱中度 | お買得度 | オリジナリティ | 総合  |
| 得点 | 3.64       | 3.37 | 3.15   | 3.32   | 3.20     | 3.32           | 20.00 |